# Бајришцел
Бајришцел (њем. Bayrischzell) општина је у њемачкој савезној држави Баварска. Једно је од 17 општинских средишта округа Мисбах. Према процјени из 2010. у општини је живјело 1.591 становника. Посједује регионалну шифру (AGS) 9182112.

## Географски и демографски подаци
Бајришцел се налази у савезној држави Баварска у округу Мисбах. Општина се налази на надморској висини од 800 метара. Површина општине износи 79,5 km². У самом мјесту је, према процјени из 2010. године, живјело 1.591 становника. Просјечна густина становништва износи 20 становника/km².